# Lorenzo Huertas
Lorenzo Huertas (Astúries, 1829 - †) va ser un botxí espanyol, en actiu al final del s. XIX com a titular de les Audiències de Burgos, així com les de Valladolid, Granada y Sevilla. Conegut com el "mestre Lorenzo" o el "cortacabezas" assistí i ensenyà Nicomedes Méndez López i Gregorio Mayoral en llurs primeres execucions.
Com altres botxins, va introduir una modificació personal en el garrot que va provar en l'execució del "Sacamantecas" i va utilitzar des de llavors.

## Cultura popular
Una llegenda urbana descriu l'aparició d'una figura masculina amb capa espanyola i barret d'ala ampla en el Palau de la Chancillería de Granada que es creu relacionada amb Lorenzo Huertas.

## Alguns reus executats per Lorenzo Huertas
- Juan Díaz de Garayo "el Sacamantecas", Vitòria, 11 de maig de 1881[5]
- Toribio Eguías (Vitòria, 15 d'octubre de 1885)[1]
- Manuel Serrano Arévalo "el Tigre" (Jaén, 29 d'abril de 1897)[2]